# Астатоводень
Аста́тово́день — неорганічна сполука ряду галогеноводнів, двоатомна молекула складу HAt із ковалентним зв'язком.
Через те, що астат є радіоактивним елементом із невеликим періодом стабільності (найбільший показник має ізотоп 210At — 8,3 год), дослідження сполуки суттєво ускладнене, а накопичена інформація здебільшого є уривчастими даними. Для передбачення властивостей астатоводню науковці застосовують метод екстраполяції від даних щодо інших галогеноводнів.

## Отримання
Астатоводень утворюється при безпосередній взаємодії астату з воднем, наприклад, у момент виділення водню in situ внаслідок реакції цинку з кислотою:
{\displaystyle \mathrm {At+H^{0}{\xrightarrow {Zn+HCl_{(conc.)}}}\ HAt} }

## Хімічні властивості
HAt є сильним відновником, порівняно сильнішим за йодоводень. 
При розчиненні у воді астатоводень утворює астатидну кислоту, яка є дещо слабшою від хлоридної. Дисоційований у розчині, він легко окиснюється бромом, дихроматами, іонами Fe(III) до гіпоастатної кислоти:
{\displaystyle \mathrm {At^{-}+H_{2}O\longrightarrow HAtO+H^{+}} }
При дії сильніших окисників (гіпохлоритної кислоти, S2O82-, Ce4+) утворюються астатати:
{\displaystyle \mathrm {At^{-}+3H_{2}O\longrightarrow AtO_{3}^{-}+6H^{+}+6e^{-}} }